# Масляный канал
Ма́сляный кана́л — проезд в Василеостровском районе Санкт-Петербурга. Проходит от 23-й до Кожевенной линии.

## История проезда
По меньшей мере с 1849 года проезд именовался набережной канавы Масляного буяна. 16 апреля 1887 года проезду было присвоено название набережная Масляного канала — по изменившемуся к тому времени наименованию канала.
Ныне проезд носит название Масляный канал. Когда оно появилось, неизвестно.

## История канала
Канал был прорыт во второй половине XVIII века. В 1849—1890-х годах он именовался канавой Масляного буяна. Он был П-образным, начинался от Большой Невы и заканчивался ею. С трех сторон канал огибал Масляный буян — место хранения маслопродуктов. По одной из версий, канал имел противопожарное назначение. Параллельно существовал вариант Масляно-Буянский и Маслобуяновский каналы. 16 апреля 1887 года каналу официально было присвоено название Масляный.
Через Масляный канал в створе набережной Лейтенанта Шмидта находился мост. Первоначально он именовался Масленным (1836), позднее — Масляным (1840-е), а с 1889 года — Маслобуянским.
По данным Большой топонимической энциклопедии, Масляный канал был засыпан в 1930-х годах. Однако это неверные сведения: канал продолжал существовать в 1940-х годах, что видно на аэрофотосъемке 1942 года. Правда, на этом снимке видно, что исток канала засыпан. В последний раз канал появляется на карте 1956 года, а на космическом снимке 1966 года его уже нет.
В 1985 году на месте западной части русла Масляного канала построили производственный цех (Косая линия, 16, корпус 30).

## Достопримечательности
- Водонапорная башня завода «Красный гвоздильщик» (на пересечении с 24—25-я линиями Васильевского острова).

## Транспорт
Ближайшая станция метро — «Горный институт».